# اراخویتسا
اُراخویتسا (به کرواتی: Orahovica) شهری در شهرستان ویروویتیتسا-پودراوینا کشور کرواسی است که جمعیت آن در سال ۲۰۱۱ میلادی ۵٬۵۲۸ نفر بوده‌است.